# Gmina Parchowo
Die Gmina Parchowo (kaschubisch Gmina Parchòwò) ist eine Landgemeinde im Powiat Bytowski der Woiwodschaft Pommern in Polen. Ihr Sitz ist das gleichnamige Dorf (deutsch Parchau) mit etwa 1200 Einwohnern. Die Gemeinde mit ca. 3700 Einwohnern ist seit 2006 zweisprachig (Polnisch und Kaschubisch).

## Geografie
Die Gmina Parchowo liegt zwischen den Städten Gdańsk (Danzig) und Słupsk (Stolp) in einer landschaftlich reizvollen Gegend, die von Wäldern und Seen geprägt ist. Das Gebiet gehört zur Kaschubischen Seenplatte. Seen auf Gemeindegebiet sind Glinno, Stropno, Sumino und Żukówko. In unmittelbarer Nähe befindet sich der 384 Hektar große Mausz (Großer Mausch-See). Nahe gelegen ist ebenfalls ein 214 Hektar großes Torf- und Waldnaturschutzgebiet. Die nächste größere Stadt ist Bytów (Bütow), 15 Kilometer westlich gelegen.
Die Nachbargemeinden sind:
| Czarna Dąbrówka (Czôrnô Dąbrówka; Schwarz Damerkow) |                                             | Sierakowice (Serakòjce; Sierakowitz) |
| Bytów (Bëtowò; Bütow)                               | Kompassrose, die auf Nachbargemeinden zeigt | Sulęczyno (Sëlëczëno; Sullenschin)   |
| Studzienice (Stëdzeńce; Stüdnitz)                   |                                             | Lipusz (Lëpùsz; Lippusch)            |

## Geschichte
Durch den Versailler Vertrag verlor Deutschland große Teile Westpreußens, Parchau/Parchowo kam 1920 zu Polen. Die Grenze verlief durch das Gebiet der heutigen Landgemeinde, das heißt, einige Orte blieben bis 1945 deutsch. Seit 1998 besteht eine Gemeindepartnerschaf6 mit Friesack.

## Gliederung
Zur Landgemeinde Parchowo gehören folgende Orte:
| Polnischer Name     | Kaschubischer Name  | Deutscher Name                    |
| ------------------- | ------------------- | --------------------------------- |
| Baranowo            | Bôrônòwò            | Bahrenbruch                       |
| Bawernica           | Bôwenderp           | Bawersdorf                        |
| Bylina              | Bëlënô              | Mühlchen*                         |
| Chałupa             | Chałëpa             | Kathenhof                         |
| Chośnica            | Chòsznica           | Chosnitz (1942–45 Kußnitz)        |
| Frydrychowo         | Frëdrëchòwò         | Friedrichshof                     |
| Glinowo             | Glënòwò             | Glinow                            |
| Gołczewo            | Gôłcéwò             | Golzau                            |
| Grabacz             | Grôbacz             |                                   |
| Grabowo Parchowskie | Grabòwò Parchòwsczé | Grabau                            |
| Jamno               | Jamnò               | Jamen                             |
| Jamnowski Młyn      | Jamnòwsczi Młën     | Jamener Mühle                     |
| Jeleńcz             | Jeléńcz             | Jellentsch* (1936–45 Hirschfelde) |
| Karłowo             | Karłòwò             | Carlowo                           |
| Nakla               | Nôkłô               | Nakel                             |
| Nowa Wieś           | Nowô Wiés           | Neuendorf                         |
| Nowy Folwark        |                     | Neuvorwerk                        |
| Parchowo            | Parchòwò            | Parchau                           |
| Parchowski Bór      | Parchòwsczi Bòr     | Parchauer Boor                    |
| Parchowski Młyn     | Parchòwsczi Młën    | Parchauer Mühle                   |
| Soszyca             | Soszëca             | Neukrug*                          |
| Struga              | Strùga              |                                   |
| Sylczno             | Sélczno             | Schülzen                          |
| Wiślany             | Wislanë             |                                   |
| Wygoda              | Wëgòda              | Krug Wigodda                      |
| Zielony Dwór        | Zélonë Dwòr         | Grünhof                           |
| Żółno               | Żôłno               | Schöllnen                         |
| Żukówko             | Żukòwkò             | Zukowken* (1938–45 Treuenfelde)   |

Anmerkung: Die Orte, deren deutscher Ortsname mit einem * gekennzeichnet ist, gehörten früher zur preußischen Provinz Pommern und damit auch in der Zwischenkriegszeit zum Deutschen Reich.

## Wirtschaft
In der Nähe von Soszyca befindet sich das Wasserkraftwerk Struga am Lauf der Słupia (Stolpe), das seit dem Jahr 1896 in Betrieb ist.